# Partido Comunista de Cuba
El Partido Comunista de Cuba (PCC) es un partido político marxista-leninista cubano, fundado en 1965 por Fidel Castro con sus antecedentes en el Partido Socialista Popular creado en 1925 por Julio Antonio Mella y Carlos Baliño. Este partido se encuentra en el poder desde la llegada de la Revolución Cubana. 
Sus partidarios lo consideran la guía de la Revolución cubana y continuador de las tradiciones revolucionarias de los cubanos, contra lo que consideran el colonialismo español y el neocolonialismo imperialista de los Estados Unidos, y se proclama heredero del Partido Revolucionario Cubano, que fundó José Martí en 1892 para luchar por la independencia de Cuba ante España.[cita requerida]
Utiliza la bandera nacional como su emblema y su logotipo dentro de un rectángulo de ángulos ovalados en línea de color rojo, presenta dos banderas que sobresalen de entre los brazos y armas en alto empuñados por personas, representados en color negro: una es la bandera roja, símbolo del proletariado y del carácter revolucionario del Partido, y la bandera cubana, símbolo de la patria. Además sobre el color negro, se incrusta las siglas PCC (Partido Comunista de Cuba), en color rojo contorneado en blanco.

## Historia
El Partido Comunista Cubano es fundado en 1925 por Julio Antonio Mella, Carlos Baliño, José Miguel Pérez y Alfonso Bernal del Riesgo, el primer joven dirigente estudiantil. También participaron exiliados venezolanos como Pío Tamayo y Gustavo Machado. Su primer secretario general fue José Miguel Pérez, quien años después también fundara el Partido Comunista de Canarias. El PCC permanecerá en la clandestinidad hasta 1938; en 1939 toma el nombre de Unión Revolucionaria Comunista y en 1944 el de Partido Socialista Popular (PSP). Ligado a la Confederación de Trabajadores de Cuba. La dirigencia estalinista del PSP apoya la candidatura presidencial de Fulgencio Batista para el período 1940-1944, y dos de sus dirigentes más notorios, Juan Marinello y Carlos Rafael Rodríguez, son ministros del gabinete.
En 1953, el PSP es ilegalizado por la dictadura de Fulgencio Batista, aunque su prensa continúa circulando libremente. En ese mismo año, el PSP condena como "actividades golpistas y aventureras de la oposición burguesa" el asalto al cuartel Moncada realizado por Fidel Castro y sus seguidores. Como parte de la oposición a la dictadura de Batista desde mediados de 1958, mostrará una actitud ambigua hacia el Movimiento 26 de Julio hasta diciembre de 1958, cuando el Che Guevara se entrevista con los principales dirigentes del partido. En 1961 el PSP se fusiona con el Movimiento 26 de Julio y otras organizaciones para formar las Organizaciones Revolucionarias Integradas (ORI).
El PCC de Fidel Castro se origina a partir de este momento, con la formación de las ORI, las cuales serán depuradas "de los errores del sectarismo" cometidos por algunos dirigentes y, el 26 de marzo de 1962, son unificadas como Partido Unido de la Revolución Socialista de Cuba (PURSC), constituyéndose finalmente el 3 de octubre de 1965, como Partido Comunista de Cuba (PCC).
Desde la depuración de las ORI, el PCC sólo reconoce como su líder a Fidel Castro. El acceso a las filas del PCC se realiza sobre la base de los principios de patriotismo, antiimperialismo, y fidelidad al socialismo y el comunismo como vía de alcanzar la igualdad plena de la sociedad. La edad mínima es a los 30 años, pero en casos excepcionales, y por méritos, pueden ser parte de su filas jóvenes menores de 30 años que sean además militantes de la Unión de Jóvenes Comunistas.
El 4 de octubre de 1965, sale a circulación el primer número de Granma, que es órgano oficial del Comité Central del PCC. En los últimos 40 años, el PCC ha demostrado un alto nivel de unidad, el primer y último conflicto interno del partido en su historia, el llamado. el caso de la microfracción ocurrido entre 1966 y 1968,  un grupo de "fraccionalistas" (Aníbal Escalante, Ricardo Bofill Pagés y un total de más de 40 personas) fueron condenado a prisión. El primer secretario del Comité Central del PCC durante unos 50 años fue Fidel Castro, luego 15 años Raúl Castro y desde 2021 Miguel Díaz-Canel.

## Organización del PCC

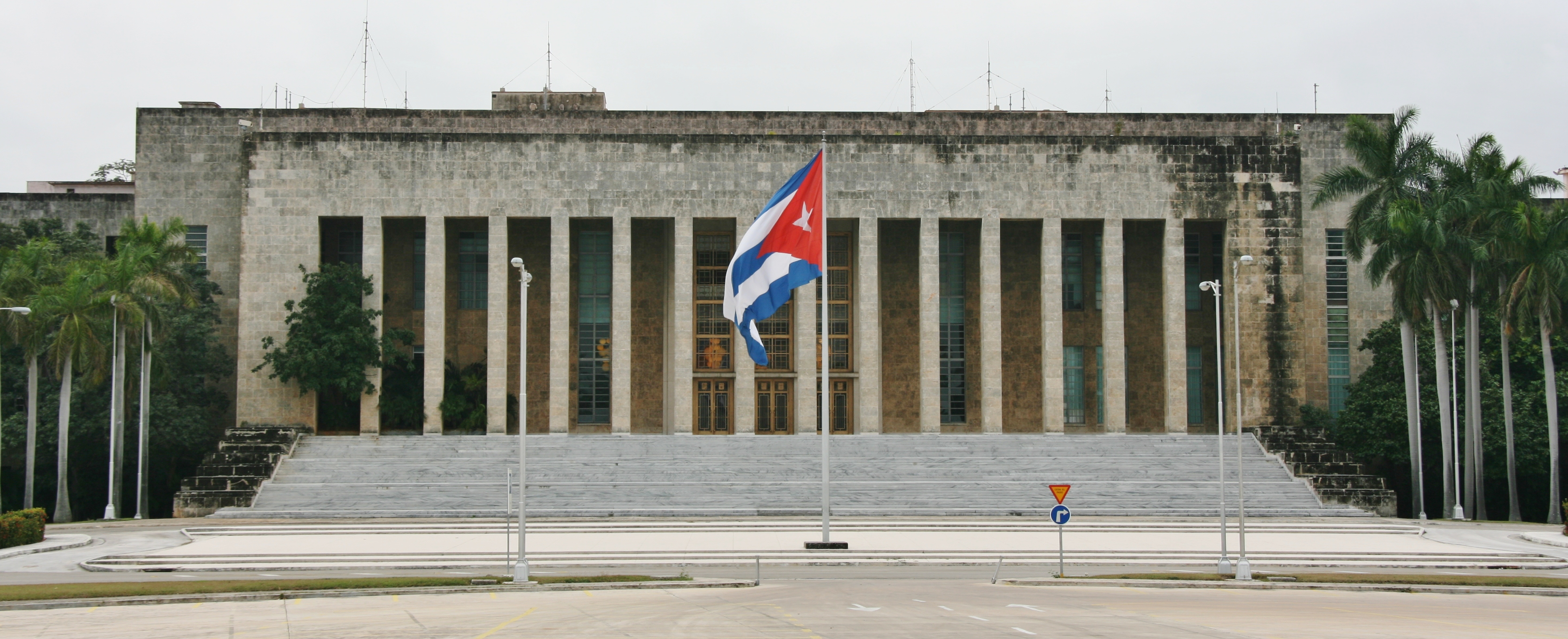
Palacio de la Revolución en La Habana, sede del Comité Central del Partido Comunista de Cuba.

### Congresos
Según sus estatutos, el Congreso es el organismo supremo del Partido. Define y da las orientaciones políticas del PCC y de su actividad en general. Se reúne regularmente cada 5 años y cuando el Pleno del Comité Central lo convoque extraordinariamente. Elige el Comité Central, aprueba el programa o lineamientos programáticos y los Estatutos del Partido. El primer Congreso, convocado 10 años después de la fundación del PCC, se realizó en 1975 en La Habana. Desde entonces, se realizaron el II Congreso en 1980, el III Congreso en 1985, el IV Congreso en 1991 se realizó en Santiago de Cuba y el V Congreso en 1997 en La Habana.
El VI Congreso, después de catorce años, varias tentativas y tras un largo proceso de preparación, fue celebrado del 16 al 19 de abril de 2011. Su agenda central fue la aprobación de los Lineamientos de la Política Económica y Social, documento contentivo de una reforma económica definida como la adaptación del socialismo a los nuevos tiempos. Este Congreso es histórico por haber supuesto el cese de Fidel Castro como primer secretario y autodefinirse como el último congreso de la generación impulsora de la Revolución.
El VII Congreso se celebró entre el 16 y el 19 de abril de 2016. En este encuentro se aprobó la actualización de los Lineamientos de la Política Económica y Social, así como la Conceptualización del Modelo Socialista y el Plan Estratégico de Desarrollo hasta 2030. Resultaron reelegidos Raúl Castro y José Ramón Machado Ventura al frente de la organización.
El VIII Congreso del PCC se celebró entre el 16 y el 19 de abril de 2021.

### Conferencia Nacional
La Conferencia Nacional que se reúne entre los congresos, debe ser convocada por el propio Congreso o por el Comité Central para tratar asuntos estratégicos del Partido y elegir al propio Comité Central y los demás órganos de dirección. Se ha celebrado una sola vez en enero de 2012.

### Comité Central
El Comité Central, constituido por primera vez en 1965, está definido como el organismo superior del Partido entre cada Congreso. Decide el número de integrantes del Buró Político y del Secretariado, elige a sus miembros y, entre ellos, al Primer y al Segundo Secretario. Está encargado de aplicar las resoluciones, políticas y programas aprobadas por el Congreso. Se reúne en Pleno por lo menos dos veces al año y cuando lo convoque el Buró Político.

### Buró Político
El Buró Político es el órgano de dirección superior del PCC y la máxima instancia ideológica del país. Ejecuta las resoluciones de los congresos y el Comité Central. Está integrado en este momento por el Primer y Segundo Secretarios y 13 miembros más. Tiene iniciativa legislativa y propone al Consejo de Estado las acciones políticas que deben ejecutar en materia de disposiciones legales y nombramientos.
En el VI Congreso, celebrado en abril de 2011, fue elegido después de 14 años un nuevo Buró Político de 15 miembros, encabezado por Raúl Castro Ruz y José Ramón Machado Ventura como primer y segundo secretarios. En septiembre de 2011, falleció el general Julio Casas Regueiro, miembro de ese órgano. En diciembre de 2012, fue promovido el canciller Bruno Rodríguez Parrilla. En julio de 2013, fue aceptada la renuncia del veterano político Ricardo Alarcón de Quesada y, en octubre de 2015, el general Abelardo Colomé Ibarra solicitó su renuncia por problemas de salud.

### Secretariado
El Secretariado del Comité Central del Partido es el órgano que auxilia al Buró Pólítico en el trabajo con sus cuadros y militantes. Existió de 1965 a 1991 (sus funciones fueron asumidas por el Buró Político ampliado el número de sus integrantes) y fue restablecido en 2006. Sus integrantes son los máximos responsables de las Comisiones Permanentes del Comité Central (entidades creadas en 2008 y que agrupan a los departamentos del Comité Central). Los dirigentes del Secretariado y de los departamentos constituyen un aparato político paralelo al Gobierno de la nación, interviniendo en el desarrollo y control de las políticas de los organismos de la administración central del Estado y de los gobiernos provinciales y municipales.
El Secretariado está presidido por el Primer Secretario del Comité Central. El VI Congreso del PCC, celebrado en abril de 2011, se decidió que José Ramón Machado Ventura, Segundo Secretario, presidiera este órgano por delegación permanente del Primer Secretario Raúl Castro Ruz, hecho que ocurrió por primera vez en la historia del PCC. El VIII Congreso nombró Primer Secretario del PCC al Presidente de la República Miguel Díaz-Canel en 2021.

### Departamentos y otras estructuras auxiliares
Para su funcionamiento interno el Comité Central se organiza en departamentos, cuyo trabajo subordina al Secretariado del Comité Central. También existen otras estructuras subordinadas al Comité Central como la Oficina de Asuntos Religiosos, la Escuela Superior del Partido o el Periódico Granma. Sus máximas autoridades pueden ser miembros del Comité Central o simples militantes del Partido a quienes se les designe para estas funciones administrativas.

### Organización territorial
Los militantes y estructuras del PCC tienen su organización territorial de conformidad con la organización político-administrativa del país. En las provincias su máximo órgano es el Comité Provincial, dirigido por el Buró Provincial. En los municipios lo es el Comité Municipal. Las máximas autoridades lo son también los Primeros Secretarios.

## Organizaciones afines al PCC
- Unión de Jóvenes Comunistas (UJC, fundada en 1962 por Fidel Castro), agrupación juvenil de futuros militantes del PCC.
- Central de Trabajadores de Cuba (CTC, fundada en 1939 por Blas Roca y Lázaro Peña), central sindical cubana.
- Federación de Mujeres Cubanas (FMC, fundada en 1970 por Fidel Castro y Vilma Espín), organización femenina centralizada.
- Asociación Nacional de Agricultores Pequeños (ANAP, fundada en 1961 por Fidel Castro), organización de campesinos.
- Organización de Pioneros José Martí (OPJM, fundada en 1977 por Fidel Castro), organización estudiantil (pioneros).
- Federación Estudiantil de la Enseñanza Media (FEEM, fundada en 1970 por Fidel Castro), organización estudiantil (pre).
- Federación Estudiantil Universitaria (FEU, fundada en 1922 por Julio Antonio Mella), organización estudiantil (universitaria).
- Comités de Defensa de la Revolución (CDR, fundado en 1960 por Fidel Castro), organización de trabajo comunitario.
- Asociación de Combatientes de la Revolución Cubana (ACRC, fundada en 1993 por Fidel Castro), organización de militares activos y jubilados.
- Unión de Periodistas de Cuba (UPEC, fundada en 1963 por Fidel Castro), organización centralizada de periodistas.